# Албанський лек
Лек (алб. lek, множина: lekë) — офіційна валюта Албанії. Поділяється на 100 кіндарок (qindarka), хоча на практиці вони вже не використовуються. Центральний банк — Банк Албанії.

## Етимологія
Назва lek походить від імені Александра Великого (Leka i Madh). Назва qindarka походить від албанського слова qind (сто).

## Історія
До 1925 р. в Албанії не було власної валюти. Впроваджений в 1926 році албанський франк за вмістом золота (0,290323 г) був прирівняний до французького франка.
Під час окупації в роки Другої світової війни курс франка був прирівняний до італійської ліри у співвідношенні 1 франк = 6,25 ліри.
В 1947 р. франки були замінені на нову валюту — лек: 1 франк = 9 лекам.
В 1949 р. відбувся обмін банкнот в леках на банкноти нового зразку без деномінації.
В 1965 і 1991 були проведені грошові реформи. Старі леки обмінювалися на нові у співвідношенні 10:1 і 50:1, відповідно.

## Монети
У 1995 і 1996 роках з'явилися нові монети номіналом 1 лек, 5 леке, 10 леке, 20 леке і 50 леке, а в 2000 році додано біметалічну 100 леке.На цих монетах замість правильного ë використовується буква е, але банкноти пишуться правильно.
| знімок | Цінність | Лицьовими                                                        | Склад                                                             | років випуску |
| ------ | -------- | ---------------------------------------------------------------- | ----------------------------------------------------------------- | ------------- |
|        | 1        | Пелікан у центрі, "Republika e Shqipërisë", рік                  | мідь                                                              | 1996-2013     |
|        | 5        | Орел з прапора Албанії, "Republika e Shqipërisë", рік            | нікельована сталь                                                 | 1995-         |
|        | 10       | Замок Берат, "Republika e Shqipërisë", рік                       | сталь                                                             | 1996-         |
|        | 20       | Лібурнський корабель "Republika e Shqipërisë", рік               | сталь                                                             | 1996-         |
|        | 50       | Портрет іллірійського царя Гентія, Republika e Shqipërisë», рік  | мідно-нікелеві                                                    | 1996-         |
|        | 100      | Портрет іллірійської цариці Теути, "Republika e Shqipërisë", рік | Біметалевий: алюмінієво-бронзовий центр у мідно-нікелевому кільці | 2000-         |

## Банкноти
Перші банкноти були випущені (всього на 10 днів) номіналом 1, 5, 20 і 100 в 1926 році. В 1939 році, знову ж таки лише на кілька днів, було випущено банкноти нового номіналу — 5, 20 та 100 з новим дизайном. Після закінчення Другої світової війни влада Албанії випускала ще кілька разів банкноти нового дизайну, але завжди залишаючи на них двоголового орла — офіційний символ держави.
Починаючи з 1990-х років, номінал валют збільшувався і зараз найбільшою банкнотою є 5000 лек, а найменшою — 100.

### Серія 1997 року
11 липня 1997 року було введено в обіг нову серію банкнот 1996-97 років.
Банкноти, датовані 1996 роком, були надруковані видавництвом De La Rue у Великій Британії.
Банкнота номіналом 2000 леків була представлена в 2008 році.

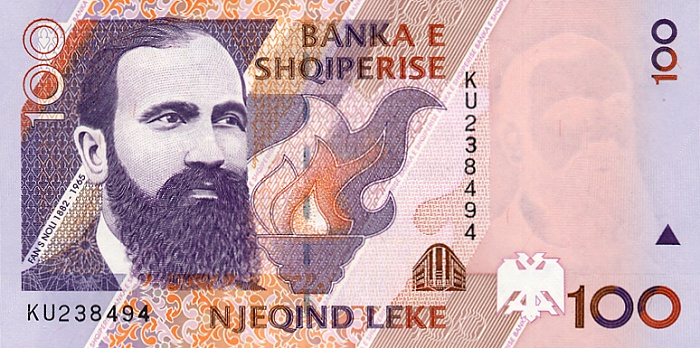
100 леків (Фан Нолі)
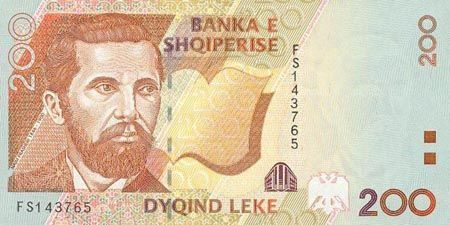
200 леків (Наїм Фрашері)
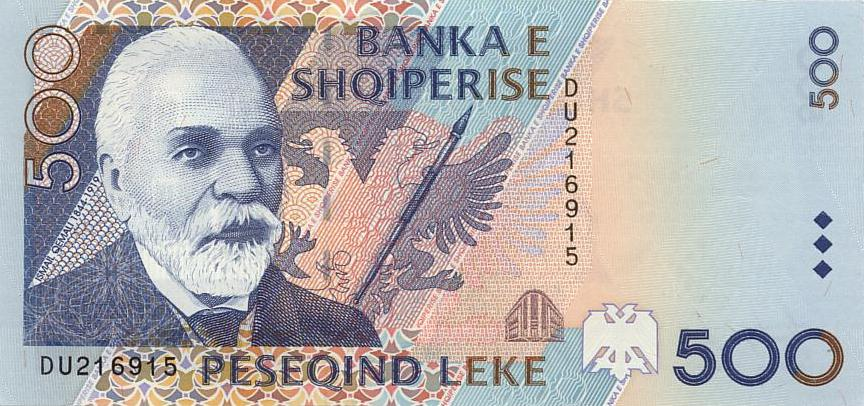
500 леків (Ісмаїл Кемалі)
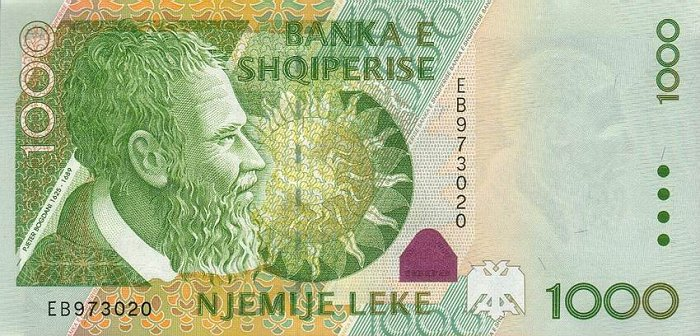
1000 леків (Пєтер Богдані)
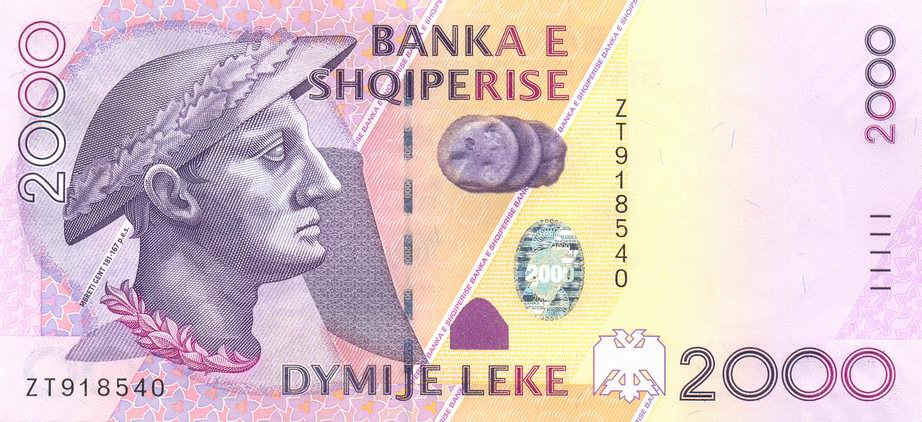
2000 леків (Король Гентій)
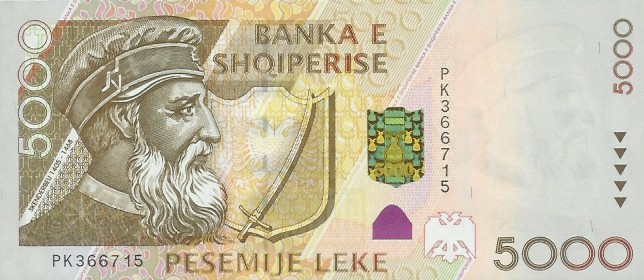
5000 леків (Скандербег)

### Серія 2019–2022 рр.
У 2019 році Банк Албанії представив нову серію банкнот з тими ж темами, що і в серії 1997 року, але з поліпшеними захисними функціями і зміною матеріалу банкноти номіналом 200 леків; Зараз випускається як полімерна банкнота.
У цій серії також з'явився новий номінал – 10 000 леків, банкнота найвищого номіналу, випущена для загального обігу. Були випущені перші два номінали цієї серії - банкнота номіналом 200 і 5000 леке 
| Серія 2019–2022 рр. | Серія 2019–2022 рр. | Серія 2019–2022 рр. | Серія 2019–2022 рр. | Серія 2019–2022 рр. | Серія 2019–2022 рр.                         | Серія 2019–2022 рр. |
| Образ               | Образ               | Цінність            | Розміри             | колір               | Опис                                        | Опис |
| Лицьовими           | Зворотний           | Цінність            | Розміри             | колір               | Лицьовими                                   | зворотний |
| ------------------- | ------------------- | ------------------- | ------------------- | ------------------- | ------------------------------------------- | --- |
|                     |                     | 200                 | 125 mm x 65 mm      | Brown               | Наїм Фраширі                                | Батьківщина Фрашері, папір з відомим віршем з одного з віршів Фрашері                                                           |
|                     |                     | 500                 | 132 mm x 69 mm      | Синій               | Ісмаїл Кемалі                               | Будівля незалежності Влоре, телеграф, за допомогою якого оголошувалася незалежність країни, і кімната, де було прийнято рішення |
|                     |                     | 1,000               | 139 mm x 69 mm      | зелений             | П'єтер Богдані                              | Готична церква Вау |
|                     |                     | 2,000               | 146 mm x 72 mm      | фіолетовий          | Король Гент (Гентій); Три старовинні монети | Амфітеатр у Бутринті (поблизу Саранди), тирлич жовтий (Gentiana lutea)                                                          |
|                     |                     | 5,000               | 153 mm x 72 mm      | жовтий              | Скандербег                                  | Замок Крує, пам'ятник Скандербегу на площі Скандербега в Тирані та його шолом                                                   |
|                     |                     | 10,000              | 160 mm x 72 mm      | червоний            | Асдрені (1872–1947)                         | Символічна символіка державного прапора, перші два рядки з державного гімну                                                     |

## Валютний курс
Починаючи з 2000 року албанський лек має плаваючий режим валютного курсу. Його курс зазвичай коливається в межах 120-150 лек за 1 євро.